# Cimetière national de Gettysburg
Le Gettysburg National Cemetery (« cimetière national de Gettysburg ») est un cimetière national situé sur la colline de Cemetery Hill à Gettysburg en Pennsylvanie aux États-Unis. 
L'armée de l'Union, avec l'aide du gouverneur de Pennsylvanie Andrew Gregg Curtin, a acheté le terrain peu après la bataille de Gettysburg. L'Union souhaitait y enterrer dignement ses soldats tombés lors de la bataille car ceux-ci avaient été enterrés dans différents lieux inadéquats du champ de bataille. David Wills fut responsable de l'acquisition du terrain, supervisa la construction du cimetière et planifia la cérémonie d'ouverture. Le paysagiste William Saunders est à l'origine de la conception de la forme du cimetière. Le nom initial du cimetière est Soldiers' National Cemetery at Gettysburg.
Le transfert des corps des soldats Confédérés morts durant la bataille (et enterrés sur le champ de bataille) n'eut lieu que sept ans après la bataille mais pas dans ce cimetière. Entre 1870 et 1873, sous l'initiative de différentes associations issues d'États anciennement confédérés, 3 320 corps de Confédérés furent transférés dans des cimetières dont 2 935 au Hollywood Cemetery de Richmond. 

## Description
Au centre du cimetière se trouve le Soldiers National Monument pour rendre hommage aux soldats et pour rappeler la victoire de l'Union. Les tombes sont disposées en demi cercles autour de ce monument. Les tombes sont classées par État sauf deux sections de soldats inconnus et une section de l'armée régulière. Par la suite d'autres tombes furent ajoutées pour accueillir les soldats tombés lors de la Guerre hispano-américaine et lors de la Première Guerre mondiale. Dans le cimetière se trouvent également différents monuments.
Le cimetière fut inauguré officiellement le 19 novembre 1863. L'orateur principal de la cérémonie était Edward Everett mais c'est ici qu'Abraham Lincoln fit son fameux discours dénommé Gettysburg Address. Le cimetière fut achevé le 1er mai 1872 lorsque son contrôle fut transféré au département américain de la Guerre. Il est aujourd'hui géré par le National Park Service au sein du Gettysburg National Military Park. Il accueille les restes de plus de 6 000 soldats. Sur les 3 512 soldats de l'Union enterrés dans le cimetière, 979 sont inconnus.